# تاکاشی فوجیئی
تاکاشی فوجیئی (ژاپنی: 藤井 貴؛ زادهٔ ۲۸ آوریل ۱۹۸۶) یک بازیکن فوتبال اهل ژاپن است.
از باشگاه‌هایی که در آن بازی کرده‌است می‌توان به باشگاه فوتبال جوبیلو ایواتا، باشگاه فوتبال اهیمه، باشگاه فوتبال بلاوبلیتز آکیتا و باشگاه فوتبال ریوکیو اشاره کرد.